# Druga hrvatska nogometna liga 2004-2005
La Druga hrvatska nogometna liga 2004-2005, conosciuta anche come 2. HNL 2004-2005, è stata la quattordicesima edizione della seconda divisione del campionato di calcio croato, la quarta consecutiva divisa in due gironi.
I due gironi sono stati vinti da Novalja (Sud) e Cibalia (Nord); i secondi hanno conquistato la promozione in 1.HNL 2005-06 dopo gli spareggi.

## Avvenimenti
Delle 24 squadre della stagione precedente, 2 sono state promosse in 1. HNL e 3 sono state retrocesse in 3. HNL

Dalla divisione inferiore sono state promosse 3 squadre mentre 2 sono state retrocesse da quella superiore, riportando così l'organico a 24 compagini.

La mancata iscrizione del Virovitica ha portato al ripescaggio del Valpovka.
Le 24 squadre sono state divise in 2 gironi da 12 ciascuno: da una parte quelle della costa più la zona di Zagabria (girone Sud) e dall'altra quelle dell'interno (Nord).

### Formula
- Prima fase (in croato Prvi dio natjecanja) : in ognuno dei due gironi le 12 squadre disputano le regolari 22 giornate (dal 21 agosto 2004 al 28 marzo 2005).
- Seconda fase (Drugi dio natjecanja) : in ognuno dei due gironi le squadre vengono divise in due gruppi: le prime 6 passano nel gruppo per la promozione (Liga za prvaka) e le peggiori 6 nel gruppo per la retrocessione (Liga za ostanak) per ulteriori 10 giornate (dal 2 aprile al 22 maggio 2005). Vengono mantenuti i punti della prima fase.[2]

## Girone Sud

### Squadre partecipanti
| Squadra              | Sede        | Stadio                 | Stagione 2003-04 | Stagione 2003-04 |
| Squadra              | Sede        | Stadio                 | Pos.             | Divisione        |
| -------------------- | ----------- | ---------------------- | ---------------- | ---------------- |
| Pomorac              | Costrena    | Žuknica                | 2º               | 2. HNL Sud       |
| Segesta              | Sisak       | Gradski                | 3º               | 2. HNL Sud       |
| Sebenico             | Sebenico    | Šubićevac              | 4º               | 2. HNL Sud       |
| Solin                | Salona      | pokraj Jadra           | 5º               | 2. HNL Sud       |
| Novalja              | Novaglia    | Cissa-Straško          | 6º               | 2. HNL Sud       |
| Uskok Klis           | Clissa      | Iza Grada              | 7º               | 2. HNL Sud       |
| Hrvatski Dragovoljac | Zagabria    | NŠC Stjepan Spajić     | 8º               | 2. HNL Sud       |
| Croatia Sesvete      | Zagabria    | ŠRC Sesvete            | 9º               | 2. HNL Sud       |
| Imotski              | Imoschi     | Gospin Dolac           | 10º              | 2. HNL Sud       |
| GOŠK Dubrovnik       | Ragusa      | Lapad                  | 11º              | 2. HNL Sud       |
| Naftaš               | Ivanić-Grad | Sportski Park Zelenjak | 1º               | 3. HNL Centro    |
| Mosor                | Spalato     | Pricviće               | 1º               | 3. HNL Sud       |

### Prima fase
|                  | Pos. | Squadra              | Pt | G  | V  | N  | P  | GF | GS | DR  |
| ---------------- | ---- | -------------------- | -- | -- | -- | -- | -- | -- | -- | --- |
|                  | 1.   | Hrvatski Dragovoljac | 43 | 22 | 12 | 7  | 3  | 45 | 26 | +19 |
|                  | 2.   | Novalja              | 38 | 22 | 11 | 5  | 6  | 33 | 19 | +14 |
|                  | 3.   | Solin                | 38 | 22 | 11 | 5  | 6  | 41 | 39 | +2  |
|                  | 4.   | Mosor                | 37 | 22 | 9  | 10 | 3  | 38 | 25 | +13 |
|                  | 5.   | Segesta              | 35 | 22 | 9  | 8  | 5  | 38 | 26 | +12 |
|                  | 6.   | Sebenico (−3)        | 34 | 22 | 9  | 10 | 3  | 30 | 16 | +14 |
|                  | 7.   | Pomorac              | 31 | 22 | 9  | 4  | 9  | 30 | 29 | +1  |
|                  | 8.   | Naftaš Ivanić        | 24 | 22 | 7  | 3  | 12 | 29 | 40 | −11 |
|                  | 9.   | Imotski              | 23 | 22 | 6  | 5  | 11 | 23 | 36 | −13 |
|                  | 10.  | Croatia Sesvete      | 21 | 22 | 6  | 3  | 13 | 27 | 38 | −11 |
|                  | 11.  | GOŠK Dubrovnik       | 20 | 22 | 5  | 5  | 12 | 17 | 41 | −24 |
|                  | 12.  | Uskok Klis           | 15 | 22 | 4  | 3  | 15 | 18 | 34 | −16 |
| Fonte: rsssf.com |      |                      |    |    |    |    |    |    |    |     |

Legenda:

      Al gruppo promozione.

      Al gruppo retrocessione.
Note:

Tre punti a vittoria, uno a pareggio, zero a sconfitta.
In caso di arrivo di due o più squadre a pari punti, la graduatoria viene stilata secondo la classifica avulsa tra le squadre interessate.
Sebenico penalizzato di 3 punti dalla FIFA riguardo al trasferimento di Denis Putnik allo Jiangsu Sainty nel 2001.

### Seconda fase
|                      | Pos. | Squadra              | Pt | G  | V  | N  | P  | GF | GS | DR  |
| -------------------- | ---- | -------------------- | -- | -- | -- | -- | -- | -- | -- | --- |
| GRUPPO PROMOZIONE    |      |                      |    |    |    |    |    |    |    |     |
|                      | 1.   | Novalja              | 59 | 32 | 17 | 8  | 7  | 51 | 29 | +22 |
|                      | 2.   | Hrvatski Dragovoljac | 59 | 32 | 17 | 8  | 7  | 62 | 39 | +23 |
|                      | 3.   | Solin                | 50 | 32 | 14 | 8  | 10 | 54 | 53 | +1  |
|                      | 4.   | Sebenico (-3)        | 48 | 32 | 13 | 12 | 7  | 42 | 26 | +16 |
|                      | 5.   | Segesta              | 48 | 32 | 12 | 12 | 8  | 51 | 38 | +13 |
|                      | 6.   | Mosor                | 44 | 32 | 11 | 11 | 10 | 48 | 49 | −1  |
| GRUPPO RETROCESSIONE |      |                      |    |    |    |    |    |    |    |     |
|                      | 7.   | Pomorac              | 46 | 32 | 13 | 7  | 12 | 37 | 36 | +1  |
|                      | 8.   | Naftaš Ivanić        | 40 | 32 | 12 | 4  | 16 | 44 | 52 | −8  |
|                      | 9.   | Croatia Sesvete      | 38 | 32 | 10 | 8  | 14 | 41 | 47 | −6  |
|                      | 10.  | Imotski              | 37 | 32 | 10 | 7  | 15 | 36 | 46 | −10 |
|                      | 11.  | GOŠK Dubrovnik       | 34 | 32 | 9  | 7  | 16 | 30 | 50 | −20 |
|                      | 12.  | Uskok Klis           | 21 | 32 | 5  | 6  | 21 | 27 | 58 | −31 |
| Fonte: rsssf.com     |      |                      |    |    |    |    |    |    |    |     |

Legenda:

      Promossa in 1.HNL 2005-2006.

  Partecipa agli spareggi promozione/retrocessione.

      Retrocessa in 3.HNL 2005-2006.

      Esclusa dal campionato.
Note:

Tre punti a vittoria, uno a pareggio, zero a sconfitta.
In caso di arrivo di due o più squadre a pari punti, la graduatoria viene stilata secondo la classifica avulsa tra le squadre interessate.
Sebenico penalizzato di 3 punti dalla FIFA riguardo al trasferimento di Denis Putnik allo Jiangsu Sainty nel 2001.

### Risultati
|                                     | Nov  | Dra  | Sol  | Seb  | Seg  | Mos  | Pom  | Naf  | Cro  | Imo  | Dub  | Usk  |
| ----------------------------------- | ---- | ---- | ---- | ---- | ---- | ---- | ---- | ---- | ---- | ---- | ---- | ---- |
| Novalja                             | –––– | 1-1  | 1-2  | 1-0  | 2-0  | 0-0  | 0-0  | 3-1  | 2-0  | 3-1  | 3-0  | 1-0  |
| Novalja                             | –––– | 1-0  | 1-1  | 2-1  | 1-1  | 4-1  | —    | —    | —    | —    | —    | —    |
| Hrvatski Dragovoljac                | 2-1  | –––– | 4-0  | 0-0  | 2-1  | 2-2  | 2-2  | 2-1  | 1-1  | 4-1  | 3-0  | 2-0  |
| Hrvatski Dragovoljac                | 2-3  | –––– | 2-1  | 1-1  | 2-1  | 4-2  | —    | —    | —    | —    | —    | —    |
| Solin                               | 2-3  | 2-2  | –––– | 3-1  | 3-0  | 1-4  | 2-1  | 3-2  | 4-3  | 3-1  | 2-0  | 2-1  |
| Solin                               | 1-3  | 1-0  | –––– | 2-0  | 2-0  | 1-1  | —    | —    | —    | —    | —    | —    |
| Sebenico                            | 2-0  | 3-0  | 1-1  | –––– | 1-1  | 0-0  | 2-1  | 1-0  | 1-0  | 0-0  | 2-0  | 2-0  |
| Sebenico                            | 2-0  | 2-1  | 3-1  | –––– | 0-0  | 2-1  | —    | —    | —    | —    | —    | —    |
| Segesta                             | 3-1  | 1-2  | 6-1  | 0-0  | –––– | 3-3  | 2-1  | 6-2  | 2-0  | 3-1  | 3-1  | 2-1  |
| Segesta                             | 1-1  | 1-2  | 2-2  | 1-0  | –––– | 2-1  | —    | —    | —    | —    | —    | —    |
| Mosor                               | 1-1  | 4-1  | 0-0  | 2-5  | 2-2  | –––– | 2-1  | 4-0  | 2-1  | 2-1  | 3-1  | 1-0  |
| Mosor                               | 0-2  | 0-3  | 2-1  | 1-0  | 1-4  | –––– | —    | —    | —    | —    | —    | —    |
| Pomorac                             | 0-3  | 0-1  | 2-2  | 1-1  | 1-0  | 3-2  | –––– | 0-1  | 2-0  | 2-1  | 2-0  | 2-1  |
| Pomorac                             | —    | —    | —    | —    | —    | —    | –––– | 1-0  | 0-0  | 1-0  | 1-0  | 1-1  |
| Naftaš Ivanić                       | 0-1  | 1-3  | 3-0  | 1-1  | 0-0  | 1-1  | 3-2  | –––– | 3-1  | 1-0  | 1-2  | 1-0  |
| Naftaš Ivanić                       | —    | —    | —    | —    | —    | —    | 3-1  | –––– | 1-1  | 2-0  | 1-0  | 3-1  |
| Croatia Sesvete                     | 1-5  | 1-4  | 1-3  | 1-1  | 1-1  | 1-0  | 2-1  | 2-1  | –––– | 3-0  | 5-1  | 3-0  |
| Croatia Sesvete                     | —    | —    | —    | —    | —    | —    | 1-0  | 3-1  | –––– | 2-1  | 1-1  | 3-1  |
| Imotski                             | 1-0  | 2-0  | 0-4  | 0-4  | 0-0  | 1-1  | 1-2  | 5-1  | 1-0  | –––– | 0-0  | 2-0  |
| Imotski                             | —    | —    | —    | —    | —    | —    | 1-0  | 2-1  | 1-1  | –––– | 1-0  | 6-0  |
| GOŠK Dubrovnik                      | 1-0  | 0-5  | 2-0  | 2-2  | 1-1  | 0-0  | 0-2  | 0-3  | 2-0  | 2-2  | –––– | 2-1  |
| GOŠK Dubrovnik                      | —    | —    | —    | —    | —    | —    | 0-0  | 2-0  | 2-1  | 3-1  | –––– | 5-1  |
| Uskok Klis                          | 1-1  | 2-2  | 1-1  | 2-1  | 0-1  | 1-2  | 1-2  | 3-2  | 1-0  | 1-2  | 1-0  | –––– |
| Uskok Klis                          | —    | —    | —    | —    | —    | —    | 1-2  | 1-3  | 1-1  | 0-0  | 2-0  | –––– |
| Fonti: rsssf.com e soccerpunter.com |      |      |      |      |      |      |      |      |      |      |      |      |

## Girone Nord

### Squadre partecipanti
| Squadra             | Sede           | Stadio          | Stagione 2003-04 | Stagione 2003-04 |
| Squadra             | Sede           | Stadio          | Pos.             | Divisione        |
| ------------------- | -------------- | --------------- | ---------------- | ---------------- |
| Cibalia             | Vinkovci       | Cibalia         | 11º              | 1. HNL           |
| Marsonia            | Slavonski Brod | uz Savu         | 12º              | 1. HNL           |
| Belišće             | Belišće        | Gradski         | 2º               | 2. HNL Nord      |
| Slavonija Slavonska | Požega         | kraj Orljave    | 3º               | 2. HNL Nord      |
| Vukovar             | Vukovar        | Gradski         | 4º               | 2. HNL Nord      |
| Grafičar-Vodovod    | Osijek         | Podgrađe        | 5º               | 2. HNL Nord      |
| Metalac Osijek      | Osijek         | Ante Gotovina   | 6º               | 2. HNL Nord      |
| Koprivnica          | Koprivnica     | Ivan Kušek Apaš | 7º               | 2. HNL Nord      |
| Dilj                | Vinkovci       | NK Dilj         | 8º               | 2. HNL Nord      |
| Čakovec             | Čakovec        | SRC Mladost     | 10º              | 2. HNL Nord      |
| Valpovka            | Valpovo        | Sportski park   | 11º              | 2. HNL Nord      |
| Bjelovar            | Bjelovar       | Gradski         | 1º               | 3. HNL Nord      |

### Prima fase
|                  | Pos. | Squadra                 | Pt | G  | V  | N | P  | GF | GS | DR  |
| ---------------- | ---- | ----------------------- | -- | -- | -- | - | -- | -- | -- | --- |
|                  | 1.   | Cibalia (−6)            | 42 | 22 | 14 | 6 | 2  | 43 | 13 | +30 |
|                  | 2.   | Čakovec                 | 39 | 22 | 11 | 6 | 5  | 36 | 25 | +11 |
|                  | 3.   | Belišće                 | 34 | 22 | 10 | 4 | 8  | 40 | 28 | +12 |
|                  | 4.   | Marsonia                | 34 | 22 | 10 | 4 | 8  | 29 | 24 | +5  |
|                  | 5.   | Metalac Osijek          | 33 | 22 | 9  | 6 | 7  | 34 | 25 | +9  |
|                  | 6.   | Dilj Vinkovci           | 32 | 22 | 9  | 5 | 8  | 23 | 26 | −3  |
|                  | 7.   | Slavonija Požega        | 31 | 22 | 9  | 4 | 9  | 26 | 34 | −8  |
|                  | 8.   | Koprivnica              | 29 | 22 | 8  | 5 | 9  | 30 | 33 | −3  |
|                  | 9.   | Bjelovar                | 27 | 22 | 7  | 6 | 9  | 36 | 36 | 0   |
|                  | 10.  | Vukovar                 | 26 | 22 | 7  | 5 | 10 | 23 | 30 | −7  |
|                  | 11.  | Grafičar-Vodovod Osijek | 17 | 22 | 4  | 5 | 13 | 28 | 44 | −16 |
|                  | 12.  | Valpovka                | 17 | 22 | 5  | 2 | 15 | 15 | 45 | −30 |
| Fonte: rsssf.com |      |                         |    |    |    |   |    |    |    |     |

Legenda:

      Al gruppo promozione.

      Al gruppo retrocessione.
Note:

Tre punti a vittoria, uno a pareggio, zero a sconfitta.
In caso di arrivo di due o più squadre a pari punti, la graduatoria viene stilata secondo la classifica avulsa tra le squadre interessate.
Cibalia penalizzato di 6 punti per il debito con il Saarbrücken per il trasferimento di Mladen Bartolović.

### Seconda fase
|                      | Pos. | Squadra                 | Pt | G  | V  | N | P  | GF | GS | DR  |
| -------------------- | ---- | ----------------------- | -- | -- | -- | - | -- | -- | -- | --- |
| GRUPPO PROMOZIONE    |      |                         |    |    |    |   |    |    |    |     |
|                      | 1.   | Cibalia (−6)            | 65 | 32 | 21 | 8 | 3  | 65 | 23 | +42 |
|                      | 2.   | Marsonia                | 56 | 32 | 16 | 8 | 8  | 50 | 36 | +14 |
|                      | 3.   | Čakovec                 | 48 | 32 | 13 | 9 | 10 | 45 | 41 | +4  |
|                      | 4.   | Belišće                 | 43 | 32 | 12 | 7 | 13 | 48 | 41 | +7  |
|                      | 5.   | Metalac Osijek          | 42 | 32 | 11 | 9 | 12 | 45 | 38 | +7  |
|                      | 6.   | Dilj Vinkovci           | 41 | 32 | 11 | 8 | 13 | 31 | 41 | −10 |
| GRUPPO RETROCESSIONE |      |                         |    |    |    |   |    |    |    |     |
|                      | 7.   | Koprivnica              | 44 | 32 | 12 | 8 | 12 | 50 | 48 | +2  |
|                      | 8.   | Bjelovar                | 41 | 32 | 11 | 8 | 13 | 55 | 53 | +1  |
|                      | 9.   | Slavonija Požega        | 40 | 32 | 12 | 4 | 16 | 37 | 57 | −20 |
|                      | 10.  | Vukovar                 | 39 | 32 | 10 | 9 | 13 | 37 | 46 | −9  |
|                      | 11.  | Grafičar-Vodovod Osijek | 34 | 32 | 9  | 7 | 16 | 46 | 53 | −7  |
|                      | 12.  | Valpovka                | 33 | 32 | 10 | 3 | 19 | 29 | 60 | −31 |
| Fonte: rsssf.com     |      |                         |    |    |    |   |    |    |    |     |

Legenda:

      Promossa in 1.HNL 2005-2006.

  Partecipa agli spareggi promozione/retrocessione.

      Retrocessa in 3.HNL 2005-2006.

      Esclusa dal campionato.
Note:

Tre punti a vittoria, uno a pareggio, zero a sconfitta.
In caso di arrivo di due o più squadre a pari punti, la graduatoria viene stilata secondo la classifica avulsa tra le squadre interessate.
Cibalia penalizzato di 6 punti per il debito con il Saarbrücken per il trasferimento di Mladen Bartolović.

### Risultati
|                                     | Cib  | Mar  | Čak  | Bel  | Met  | Dil  | Kop  | Bje  | Sla  | Vuk  | Gra  | Val  |
| ----------------------------------- | ---- | ---- | ---- | ---- | ---- | ---- | ---- | ---- | ---- | ---- | ---- | ---- |
| Cibalia                             | –––– | 1-0  | 0-0  | 1-1  | 1-0  | 3-0  | 3-0  | 2-0  | 7-0  | 1-0  | 4-0  | 4-0  |
| Cibalia                             | –––– | 2-2  | 2-1  | 3-1  | 2-1  | 2-0  | —    | —    | —    | —    | —    | —    |
| Marsonia                            | 1-1  | –––– | 4-1  | 1-0  | 3-0  | 1-1  | 1-2  | 2-1  | 1-0  | 1-1  | 1-0  | 2-0  |
| Marsonia                            | 3-1  | –––– | 1-1  | 2-0  | 2-1  | 2-1  | —    | —    | —    | —    | —    | —    |
| Čakovec                             | 1-1  | 2-0  | –––– | 6-2  | 2-2  | 1-0  | 3-1  | 3-0  | 2-0  | 2-1  | 3-1  | 1-0  |
| Čakovec                             | 1-5  | 2-2  | –––– | 0-1  | 1-0  | 0-0  | —    | —    | —    | —    | —    | —    |
| Belišće                             | 3-0  | 2-0  | 4-0  | –––– | 3-2  | 0-1  | 2-2  | 1-1  | 2-0  | 4-0  | 5-3  | 0-1  |
| Belišće                             | 1-1  | 0-1  | 1-2  | –––– | 2-2  | 1-0  | —    | —    | —    | —    | —    | —    |
| Metalac Osijek                      | 0-1  | 2-0  | 0-0  | 2-1  | –––– | 2-0  | 0-2  | 2-2  | 2-1  | 1-0  | 4-0  | 6-0  |
| Metalac Osijek                      | 0-1  | 2-4  | 2-0  | 0-0  | –––– | 2-0  | —    | —    | —    | —    | —    | —    |
| Dilj Vinkovci                       | 0-1  | 3-2  | 2-1  | 1-5  | 1-1  | –––– | 1-0  | 3-3  | 3-0  | 0-2  | 2-1  | 2-0  |
| Dilj Vinkovci                       | 0-3  | 2-2  | 2-1  | 2-1  | 1-1  | –––– | —    | —    | —    | —    | —    | —    |
| Koprivnica                          | 1-1  | 0-3  | 1-1  | 2-1  | 0-0  | 1-0  | –––– | 0-1  | 2-2  | 6-1  | 3-1  | 5-2  |
| Koprivnica                          | —    | —    | —    | —    | —    | —    | –––– | 3-1  | 1-0  | 3-3  | 0-1  | 5-0  |
| Bjelovar                            | 2-2  | 3-1  | 3-3  | 2-0  | 0-2  | 0-1  | 3-1  | 3-2  | 4-0  | 4-0  | 2-2  | 1-0  |
| Bjelovar                            | —    | —    | —    | —    | —    | —    | 3-2  | –––– | 3-1  | 1-1  | 0-0  | 3-1  |
| Slavonija Požega                    | 1-0  | 1-0  | 1-0  | 2-1  | 3-1  | 1-1  | 4-0  | 3-2  | –––– | 0-0  | 3-1  | 1-2  |
| Slavonija Požega                    | —    | —    | —    | —    | —    | —    | 3-1  | 3-2  | –––– | 0-3  | 1-6  | 1-0  |
| Vukovar                             | 2-4  | 0-1  | 1-0  | 0-1  | 3-0  | 0-0  | 2-0  | 3-1  | 0-0  | –––– | 2-1  | 3-0  |
| Vukovar                             | —    | —    | —    | —    | —    | —    | 1-1  | 1-2  | 2-1  | –––– | 1-1  | 2-1  |
| Grafičar-Vodovod Osijek             | 0-2  | 1-2  | 0-2  | 1-1  | 2-2  | 1-0  | 0-1  | 4-1  | 3-1  | 1-1  | –––– | 4-1  |
| Grafičar-Vodovod Osijek             | —    | —    | —    | —    | —    | —    | 1-2  | 2-1  | 2-1  | 5-0  | –––– | 0-2  |
| Valpovka                            | 1-3  | 2-2  | 1-2  | 0-1  | 0-3  | 0-1  | 1-0  | 1-0  | 0-2  | 2-1  | 1-1  | –––– |
| Valpovka                            | —    | —    | —    | —    | —    | —    | 2-2  | 3-2  | 3-0  | 1-0  | 1-0  | –––– |
| Fonti: rsssf.com e soccerpunter.com |      |      |      |      |      |      |      |      |      |      |      |      |

## Spareggi

### Promozione
```
Nel primo spareggio (
prvi krug
) si affrontano le vincitrici dei due gironi e la vincitrice viene promossa in 
1. HNL 2005-06
.
```

| Squadra 1 | Totale | Squadra 2 | Andata     | Ritorno    |
| --------- | ------ | --------- | ---------- | ---------- |
|           |        |           | 24.05.2005 | 28.05.2005 |
| Cibalia   | 5−1    | Novalja   | 4−0        | 1−1        |

| Arbitro: | Vlado Svilokos (Sisak) |

|                                                 |           |  |
| Andričević 26’ Knežević 32’, 60’ Križanović 74’ | Marcatori |  |

| Arbitro: | Ivan Novak (Varaždin) |

|           |           |              |
| Marić 83’ | Marcatori | 35’ Pavličić |

```
Nel secondo spareggio (
drugi krug
) la perdente del primo (
Novalja
) affronta la penultima della 
1. HNL 2004-05
 (
Međimurje
) per l'ultimo posto disponibile per la 
1. HNL 2005-06
.
```

| Squadra 1 | Totale | Squadra 2 | Andata     | Ritorno    |
| --------- | ------ | --------- | ---------- | ---------- |
|           |        |           | 01.06.2005 | 05.06.2005 |
| Međimurje | 3−1    | Novalja   | 2−0        | 1−1        |

### Retrocessione
Gli incontri vedono impegnate le penultime dei gironi Nord e Sud di Druga liga e le vincitrici dei 5 gironi di Treća liga :
- Grafičar-Vodovod Osijek (penultimo in 2. HNL Nord)
- GOŠK Dubrovnik (penultimo in 2. HNL Sud)

- Istria (1° in 3. HNL Ovest)
- Karlovac (1° in 3. HNL Centro)
- Mladost Molve (1° in 3. HNL Nord)
- Graničar Županja (1° inl 3. HNL Est)
- Konavljanin Čilipi (1° in 3. HNL Sud)

Le squadre sono divise in primo gruppo e secondo gruppo. Nel primo gruppo sono incluse Grafičar-Vodovod Osijek, Mladost Molve e Graničar Županja; non sono state disputate partite e tutte le 3 squadre sono ammesse alla Druga HNL 2005-06.
Nel secondo gruppo sono incluse GOŠK Dubrovnik, Istria, Mladost Molve e Konavljanin Čilipi e l'unico posto disponibile è appannaggio del Karlovac.
| Squadra 1          | Totale        | Squadra 2      | Andata | Ritorno |
| ------------------ | ------------- | -------------- | ------ | ------- |
| PRIMO TURNO        |               |                |        |         |
| Konavljanin Čilipi | 1−4           | GOŠK Dubrovnik | 0−1    | 1−3     |
| Karlovac           | 0−0 (4-2 dtr) | Istria         | 0−0    | 0−0     |
| SECONDO TURNO      |               |                |        |         |
| Karlovac           | 2−1           | GOŠK Dubrovnik | 2−0    | 0−1     |